# Пенциці
Пенциці (пол. Pęcice) — село в Польщі, у гміні Міхаловіце Прушковського повіту Мазовецького воєводства.
Населення — 822 особи (2011).
У 1975—1998 роках село належало до Варшавського воєводства.

## Демографія
Демографічна структура станом на 31 березня 2011 року:
|          | Загалом | Допрацездатний вік | Працездатний вік | Постпрацездатний вік |
| -------- | ------- | ------------------ | ---------------- | -------------------- |
| Чоловіки | 410     | 102                | 274              | 34                   |
| Жінки    | 412     | 88                 | 250              | 74                   |
| Разом    | 822     | 190                | 524              | 108                  |

## Відомі люди

### Уродженці
- Люцина Пенцяк — (1914—1993) — польська письменниця-фантастка, бібліотекар та есперантистка.